# Joe Tyler
Joseph William C. „Joe“ Tyler (* 20. Januar 1948 in Chicago, Illinois) ist ein ehemaliger US-amerikanischer Bobsportler.
Tyler trat mit der US-amerikanischen Mannschaft bei den Bob-Weltmeisterschaften 1977 und 1979 an. Des Weiteren qualifizierte er sich für die Olympischen Winterspiele 1980 in Lake Placid. Im Zweierbob mit Brent Rushlaw wurde Tyler Sechster; im Viererbob mit Jeff Jost, Dick Nalley und Howard Siler erreichte er den 13. Platz.
Tyler hat an der University of Dayton studiert und sein Studium 1970 abgeschlossen. Später arbeitete er als Polizist in Saranac Lake.
Tylers Bruder James Tyler ist ebenfalls Bobfahrer gewesen und hatte an den Olympischen Winterspielen 1984 teilgenommen.